# Mastaing
Mastaing är en kommun i departementet Nord i regionen Hauts-de-France i norra Frankrike. Kommunen ligger i kantonen Bouchain som tillhör arrondissementet Valenciennes. År 2022 hade Mastaing 900 invånare.

## Befolkningsutveckling
Antalet invånare i kommunen Mastaing
| Referens: INSEE |